# 10701 Marilynsimons
10701 Marilynsimons este o planetă minoră (asteroid), cu un diametru de 5,581 km, din centura de asteroizi. A fost descoperită pe 8 august 1981 la Harvard College Observatory⁠(d) de . 
Obiectul prezintă o orbită caracterizată de o semiaxă mare de 2,3980349 UAi, o excentricitate de 0,29, o înclinație de 12,62337 ° în raport cu ecliptica.